# Nashville Skyline
Nashville Skyline é o nono álbum de estúdio do cantor Bob Dylan, lançado a 9 de Abril de 1969. Considerado por muitos como um dos melhores de sua carreira.
O grande sucesso do disco, Lay, Lady, Lay foi originalmente escrita em 1968 (uma das poucas canções de Dylan escritas durante esse ano) para inclusão no filme Midnight Cowboy mas ele não conseguiu terminá-la a tempo. Nashville Skyline Rag foi o primeiro número totalmente instrumental gravado por Dylan, enquanto Country Pie, a última canção do disco, durava apenas um minuto e meio. Devido à duração das músicas, Nashville Skyline parecia indicar que Dylan estava tendo dificuldades para compor, fato agravado pela inclusão de um dueto com Johnny Cash em Girl From The North Country, que Dylan já gravara em 1963 em seu disco Freewheelin' Bob Dylan, de 1963. 
O disco atingiu o nº 3 do Pop Albums.

## Faixas
Todas as faixas por Bob Dylan.
Lado A
| N.º | Título                                                          | Duração |  |
| 1.  | "Girl from the North Country" (com participação de Johnny Cash) | 3:41    |  |
| 2.  | "Nashville Skyline Rag"                                         | 3:12    |  |
| 3.  | "To Be Alone with You"                                          | 2:05    |  |
| 4.  | "I Threw It All Away"                                           | 2:23    |  |
| 5.  | "Peggy Day"                                                     | 1:59    |  |

Lado B
| N.º | Título                                  | Duração |  |
| 1.  | "Lay Lady Lay"                          | 3:20    |  |
| 2.  | "One More Night"                        | 2:25    |  |
| 3.  | "Tell Me That It Isn't True"            | 2:45    |  |
| 4.  | "Country Pie"                           | 1:35    |  |
| 5.  | "Tonight I'll Be Staying Here with You" | 3:23    |  |

## Créditos
- Bob Dylan - Guitarra, harmónica, teclados, vocal
- Johnny Cash - Vocal
- Pete Drake - Guitarra
- Kenneth A. Buttrey - Bateria
- Charlie Daniels - Baixo, guitarra
- Bob Wilson - Órgão, piano
- Charlie McCoy - Guitarra, harmónica
- Norman Blake - Guitarra
- Earl Scruggs - Banjo em "Nashville Skyline Rag"
- Marshall Grant - Baixo em "Girl from North Country"
- Bob Wootton - Guitarra elétrica em "Girl from North Country"
- W.S. Holland - Bateria em "Girl from North Country"